# Clarence Goodson
Clarence Goodson (* 17. Mai 1982 in Alexandria, Virginia) ist ein ehemaliger US-amerikanischer Fußballspieler, der in seiner Vereinskarriere bei US-amerikanischen und skandinavischen Vereinen unter Vertrag stand. Für die Nationalmannschaft der USA absolvierte der Abwehrspieler mehr als 40 Länderspiele, nahm unter anderem an der Fußball-Weltmeisterschaft 2010 teil und gewann 2013 den CONCACAF Gold Cup.

## Karriere

### Jugend und College
Goodson besuchte die Annandale High School in Annandale, Virginia und die Wilbert Tucker Woodson High School in Fairfax, Virginia. Während seiner Zeit in Annandale wurde er zum wichtigsten Spieler der Schule ernannt. Außerdem erzielte einen neuen Tor- und Punkterekord während seines Sophomore-Jahres 1998. Mit der Schulmannschaft der W.T. Woodson High School gewann er 2000 den Virginia-State-High-School-Soccer-Titel. Neben der Schule spielte er bei den Braddock Road Warhawks und gewann 1999 die Nationale Meisterschaft der U-17-Mannschaften.
2000 wechselte er nach seinem Highschool-Abschluss an die University of Maryland. Während seiner drei Jahre bei den Maryland Terrapins, der Fußballmannschaft der Universität, absolvierte er 66 Spiele und erzielte dabei 10 Tore.

### FC Dallas
Nach dem College unterschrieb er einen Project-40-Vertrag mit der Major League Soccer und konnte so am MLS SuperDraft 2004 teilnehmen. Er wurde von Dallas Burn gedraftet. In seinem ersten Jahr spielte er insgesamt 247 Minuten in fünf Spielen. In der Saison 2005, Dallas Burn war bereits in FC Dallas umbenannt worden, wurde er zum Stammspieler innerhalb der Mannschaft. Bis zum Ende seiner Zeit in Dallas absolvierte Goodson 76 Spiele, in denen er drei Tore erzielte. Am 21. November 2007 wurde er von den San José Earthquakes in deren MLS Expansion Draft ausgewählt. Goodson erklärte daraufhin, keinen neuen Vertrag mehr mit der MLS eingehen zu wollen.

### Skandinavien
Somit wechselte er Anfang 2008 nach Europa zum norwegischen Zweitligisten Start Kristiansand, mit dem er in seiner ersten Saison den Aufstieg in die erste norwegische Liga schaffte. Bei den Norwegern überzeugte er mit guter Leistung und wurde zu einem der besten US-Amerikaner im eurasischen Raum gewählt. In 69 Spielen gelangen ihm 10 Tore.
Ab dem 1. Januar 2011 spielte Goodson beim dänischen Erstligisten Brøndby IF. Er erhielt dort einen Drei-Jahres-Vertrag. Sein Debüt für die Mannschaft aus dem Kopenhagener Vorort Brøndby gab er am 6. März 2011, und sechs Spieltage später erzielte er sein erstes Tor. Insgesamt brachte es Goodson für Brøndby auf 60 Ligaspiele, in denen er sechs Tore erzielen konnte.

### Rückkehr in die USA
Zur Saison 2013 kehrte Goodson zurück in die Major League Soccer. Er unterzeichnete einen Vertrag mit den San José Earthquakes, die aufgrund des Drafts im Jahr 2007, bei einer Rückkehr Goodsons in die amerikanische Profiliga, die Rechte an ihm besaßen. Dort beendete er nach 49 Ligaspielen und zwei Toren im Jahr 2016 seine Karriere.

## Nationalmannschaft
Sein erstes von 46 Länderspielen für die US-amerikanische Fußballnationalmannschaft absolvierte Goodson am 19. Januar 2009 in einem Freundschaftsspiel gegen Schweden. Sein erstes Turnier mit der Nationalmannschaft war der CONCACAF Gold Cup 2009. Im Halbfinale gegen Honduras erzielte er das 1:0 beim 2:0-Sieg. Dieses war gleichzeitig das erste seiner fünf Länderspieltore.
Goodson wurde für die Weltmeisterschaft 2010 in Südafrika nominiert, kam jedoch nicht zum Einsatz.
2011 und 2013 nahm er erneut am CONCACAF Gold Cup teil. Nach zwei verlorenen Endspielen gewann Goodson 2013 mit der Nationalmannschaft den Wettbewerb.
Sein letztes Länderspiel absolvierte Goodson im April 2014 in einem Freundschaftsspiel gegen Mexiko. Für die Fußball-Weltmeisterschaft 2014 wurde er von Trainer Jürgen Klinsmann nicht nominiert, nachdem er noch im vorläufigen Aufgebot gestanden hatte.

## Erfolge
- CONCACAF Gold Cup 2013

## Privat
Goodson ist seit dem 31. Januar 2009 verheiratet. Er und seine Frau ließen sich in Tacoma, Washington trauen.